# Shkotovo
Shkotovo (russo: Шкотово), é um assentamento de tipo urbano e uma estação de trem no distrito de Shkotovo,Krai do Litoral na Rússia. 
Foi fundada 1865 como uma vila no foz do rio Tsymuhe (hoje rio Shkotovka), na baía de Ussuri, e conseguiu o status de assentamento de tipo urbano em 1931. O nome é em homenagem a Nikolay Shkot.
População: 5.312 (2006, censo).